# 布氏梅氏鯿
布氏梅氏鳊（学名：Metzia bounthobi），又稱布氏梅茨魚，為輻鰭魚綱鯉形目鲴科梅氏鳊属的其中一種。分布於亞洲寮國豐沙裡省和瑯勃拉邦省的甌河流域，體長可達6.1公分，棲息在水質清澈的高地溪流底中層水域，生活習性不明。

## 扩展阅读
維基物種上的相關：布氏梅氏鳊